# Liste der osttimoresischen Botschafter im Vereinigten Königreich
Diese Liste führt die osttimoresischen Botschafter im Vereinigten Königreich auf. Die Botschaft befindet sich am 4 Cavendish Square, Paddington W1G 0PG.

## Hintergrund

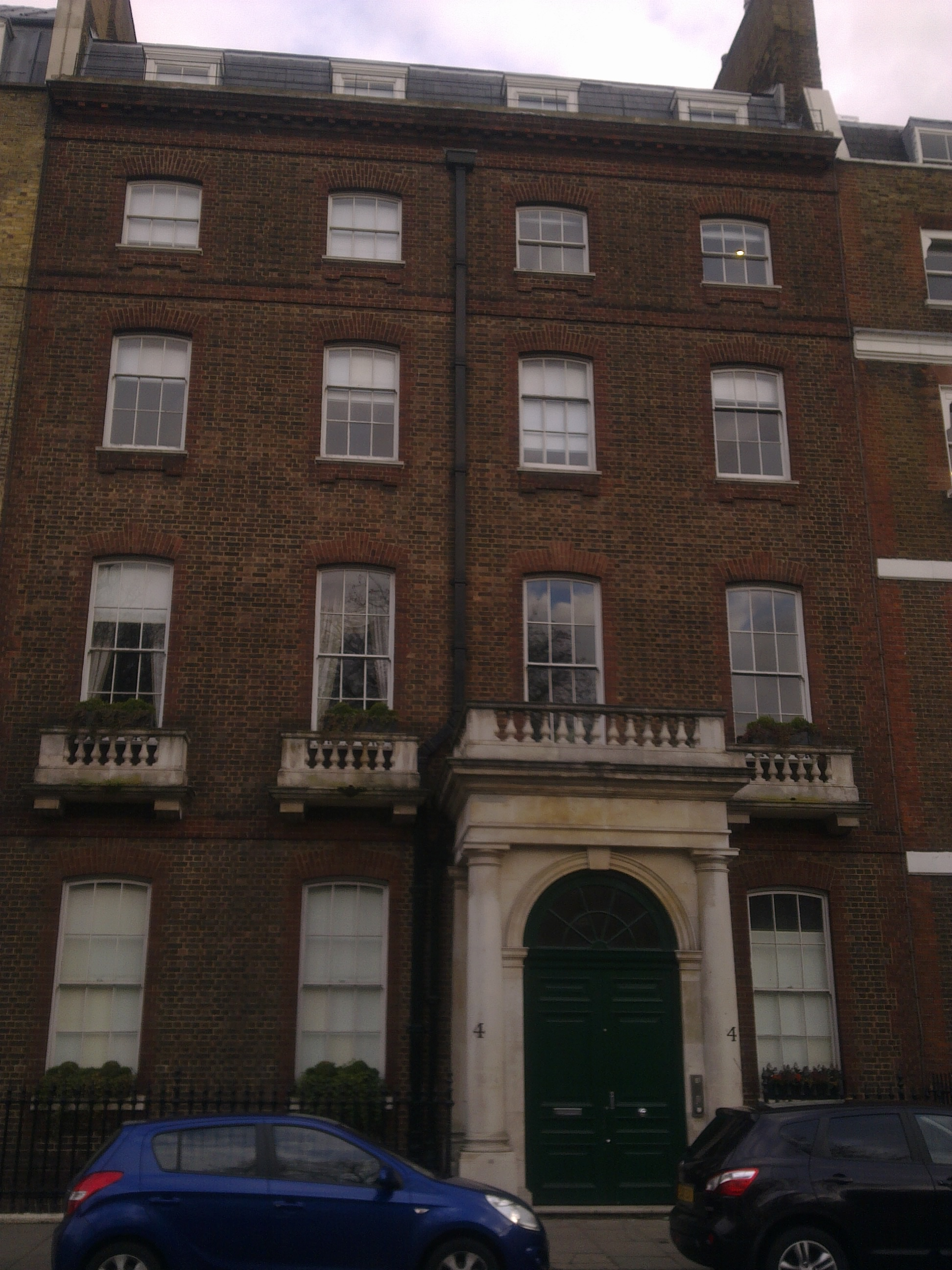
Botschaft Osttimors in London

Joaquim da Fonseca, der erste Botschafter Osttimors in London, hat im Vereinigten Königreich studiert, ebenso mehrere andere führende Politiker.

## Liste
| Name                       | Bild                                                                                     | Amtszeit  | Anmerkungen                                                                                       |
| -------------------------- | ---------------------------------------------------------------------------------------- | --------- | ------------------------------------------------------------------------------------------------- |
| Joaquim da Fonseca         | Joaquim da Fonseca (rechts), zusammen mit dem britischen Außenminister Hugo Swire (2014) | 2014–2020 | Ernennung: 6. August 2013, Akkreditierung: 14. Februar 2014 Auch Botschafter in den Niederlanden. |
| Gil da Costa               |                                                                                          | 2020–2023 | Amtsantritt: 28. Januar 2020                                                                      |
| João Paulo da Costa Rangel |                                                                                          | seit 2023 | Vereidigung: 20. März 2023                                                                        |